# Maricarmen Arrigorriaga
Maricarmen Arrigorriaga (Santiago, 17 de junio de 1957) es una actriz chilena.

## Biografía
Nació el 17 de junio de 1957 en Santiago. Es de ascendencia vasca y la menor de nueve hermanos. 
Realizó sus estudios básicos y secundarios en el Colegio Universitario Inglés de la Congregación de las Esclavas del Sagrado Corazón de Jesús, y posteriormente en el Colegio Divina Pastora, en Ñuñoa. Ingresó al taller de teatro de Rubén Unda. Más adelante, comenzó la carrera de Actuación en la Escuela de Teatro de la Universidad de Chile, pero la abandonó.

## Carrera
Debutó en televisión cuando iniciaba la producción masiva de telenovelas, al reemplazar a una actriz con un rol antagónico en Casagrande en Canal 13. Su debut fue una emergencia, pero le sirvió para entrar al área dramática de dicho canal dónde se mantuvo durante diez años. 
En 1988 protagonizó la telenovela Semidiós junto a Roberto Vander y Matilde dedos verdes junto a Mauricio Pešutić.
En 1992 mientras protagonizó junto a Carolina Arregui y Marcela Medel la adaptación de un guion brasileño El palo al gato, realiza críticas al tratamiento de la historia y a la línea editorial de Canal 13. Una vez finalizada la producción, emigra a TVN debutando en la exitosa telenovela Ámame con el antagónico adulto. Paralelamente debuta en el cine con la película Amnesia dirigida por Gonzalo Justiniano y Valparaíso dirigida por Mariano Andrade.
En Televisión Nacional de Chile se mantuvo otros diez años, y participó en varias producciones dramáticas, en las cuales destaca (Rojo & Miel, Juegos de fuego, Oro verde, Aquelarre y Santoladrón, además de dos series).
En 2003, regresó al Canal 13 de la mano de Herval Abreu para participar en la producción Machos. Siguió incursionando en el área dramática en varias producciones (hasta llegar el año 2007, cuando fue parte de otra exitosa producción Lola, cuyo personaje solo siguió en la primera etapa y luego fue tomado por otra actriz. En 2008, regresó al área dramática de TVN dirigida por María Eugenia Rencoret y participó en la exitosa producción Hijos Del Monte. Entre 2008 y 2012, participó consecutivamente de cinco telenovelas de TVN, incluyendo el debut en las nocturnas en Su nombre es Joaquín con un polémico rol.
En 2013, después de dos años fuera de pantalla, regresa a Canal 13 luego de seis años, en la segunda temporada de la exitosa telenovela Soltera otra vez donde interpretó, en una participación especial a Rebeca, la directora del colegio donde trabaja Aliro (Héctor Morales), quien gracias a la novela erótica que el escribió se transforma en una de sus más grandes admiradoras y pilar de la difusión de su novela.
El 16 de enero de 2015 se anunció su incorporación al área dramática de Mega, en la que ha fue parte de la telenovela Papá a la deriva de la mano de María Eugenia Rencoret y guion de Daniella Castagno ambientada en Valparaíso.
En 2016 regresa a la pantalla de Mega interpretando a "Maria Teresa Velasco" en la primera apuesta nocturna del canal privado, la versión chilena de Sres. Papis.
El 2020 vuelve a las pantallas de Mega tras haber estado 3 años fuera.
En marzo de 2025, Arrigorriaga obtuvo el papel de Bernarda Alba en la audioserie La casa de Bernarda Alba, de Federico García Lorca, coproducción entre ChileActores, GestionArte y Centro GAM, adaptada y dirigida por Claudia Di Girolamo Quesney.

## Vida personal
Maricarmen Arrigorriaga se casó con el director de telenovelas Cristián Mason, matrimonio que fue anulado en 1992. A los 40 años, se convirtió en madre al adoptar, junto a su pareja, a Manuel Rivera en 1997, y posteriormente a Benjamín Rivera en 2001. 
Arrigorriaga mantiene una íntima amistad con la también actriz Consuelo Holzapfel, desde mediados de 1980.

## Influencias
En una entrevista, Maricarmen Arrigorriaga mencionó el garbo y la soberbia de Marés González, así como la fineza de Malú Gatica sobre los escenarios, como dos de sus principales influencias artísticas.

## Filmografía
| Año  | Título                    | Papel           | Director           |
| ---- | ------------------------- | --------------- | ------------------ |
| 1990 | La telenovela errante     | —               | Raúl Ruiz          |
| 1994 | Amnesia                   | Blanca          | Gonzalo Justiniano |
| 1994 | Valparaíso                | Gloria          | Mariano Andrade    |
| 1999 | Tuve un sueño contigo     | Luisa           | Gonzalo Justiniano |
| 1999 | No tan lejos de Andrómeda | Elvira          | Juan Araya         |
| 2001 | Te amo (Made in Chile)    | —               | Sergio Castilla    |
| 2002 | Tres noches de un sábado  | Amanda          | Joaquín Eyzaguirre |
| 2007 | El brindis                | Sofía           | Shai Agosin        |
| 2007 | La vida me mata           | —               | Sebastián Silva    |
| 2008 | Fiesta patria             | Irma            | Luis Vera          |
| 2012 | No                        | Cameo           | Pablo Larraín      |
| 2015 | Vacaciones en Familia     | Susana Tocornal | Ricardo Carrasco   |

## Televisión
| Año  | Título                   | Papel                        | Notas                       |
| ---- | ------------------------ | ---------------------------- | --------------------------- |
| 1981 | Casagrande               | Inés Martínez                | Antagonista; 80 episodios   |
| 1982 | Bienvenido hermano Andes | Cecilia Villarroel           |                             |
| 1983 | Las herederas            | Vania Steiner                |                             |
| 1984 | Andrea                   | Sandra Rivas                 |                             |
| 1985 | La trampa                | Mónica                       |                             |
| 1986 | Ángel malo               | Teresa Rivera                |                             |
| 1987 | La invitación            | María Luisa Vantini          |                             |
| 1988 | Semidiós                 | Ángela Santana               | Protagonista; 125 episodios |
| 1988 | Matilde dedos verdes     | Matilde Riquelme             | Protagonista; 40 episodios  |
| 1990 | ¿Te conté?               | Lucía Reyes                  |                             |
| 1991 | Villa Nápoli             | Virginia Álvarez             |                             |
| 1992 | El palo al gato          | Ivonnette Montesco           |                             |
| 1993 | Ámame                    | Regina Agüero / Alice Dupont | Antagonista; 97 episodios   |
| 1994 | Rojo y miel              | Bernardita Arancibia         |                             |
| 1995 | Juegos de fuego          | Victoria Díaz                |                             |
| 1997 | Oro verde                | Raquel Garay                 |                             |
| 1999 | La fiera                 | Isabel Moreno                | Sin acreditar; 3 episodios  |
| 1999 | Aquelarre                | Bernarda Álvarez             |                             |
| 2000 | Santo ladrón             | Elvira Durán                 |                             |
| 2003 | Machos                   | Estela Salazar               |                             |
| 2004 | Tentación                | Antonia Domínguez            |                             |
| 2005 | Gatas y tuercas          | Elisa San Juan               |                             |
| 2006 | Charly tango             | Alicia Ferrada               |                             |
| 2007 | Lola                     | Flora Soto                   | [ 10 ]                      |
| 2008 | Hijos del Monte          | Blanca Cifuentes             |                             |
| 2009 | Los ángeles de Estela    | Pola Amunátegui              | [ 11 ]                      |
| 2010 | La familia de al lado    | Yolanda Sanhueza             |                             |
| 2011 | Témpano                  | Ana María Quezada            | Sin acreditar; 38 episodios |
| 2011 | Su nombre es Joaquín     | Sonia Arce                   |                             |
| 2013 | Soltera otra vez 2       | Rebeca Fuenzalida            | Sin acreditar; 9 episodios  |
| 2015 | Papá a la deriva         | Berta Bonfante               | [ 13 ]                      |
| 2016 | Sres. papis              | María Teresa Velasco         | [ 14 ]                      |
| 2017 | Tranquilo papá           | Olga Poblete                 |                             |
| 2020 | Verdades ocultas         | Leticia Hurtado              | [ 15 ]                      |
| 2025 | Reunión de superados     |                              |                             |

#### Publicidad
- 1989: Almacenes París

## Teatro
- 1976: La casa de Bernarda Alba
- 1977: Pierrot, Colombina y las Nubes
- 1983: Bienaventuranzas
- 1983: Alicia en el país de las pesadillas
- 1983: Última estación
- 1993: El tony chico
- 2002: Contacto en Santiago High Tech
- 2011: La celebración
- 2016: Sinatra
- 2024: Es por amor